# Чемпіонат світу з трекових велоперегонів 1912
Чемпіонат світу з трекових велоперегонів 1912 проходив з 30 серпня по 4 вересня 1912 року в Ньюарку, США. Змагання проводилися у спринті та гонці за лідером серед професіоналів та лише у спринті серед аматорів.

## Медалісти

### Чоловіки
Професіонали
| Дисципліна       | Золото       | Срібло         | Бронза         |
| Спринт           | Френк Крамер | Альфред Ґренда | Андре Першикот |
| Гонка за лідером | Джордж Вілі  | Елмер Коллінз  | Джиммі Моран   |

Аматори
| Дисципліна | Золото       | Срібло             | Бронза       |
| Спринт     | Вільям Бейлі | Дональд Мак-Дугалл | Гаррі Кайзер |

## Загальний медальний залік
| Місце  | Країна    | Золото | Срібло | Бронза | Загалом |
| ------ | --------- | ------ | ------ | ------ | ------- |
| 1      | США       | 3      | 2      | 2      | 7       |
| 2      | Австралія |        | 1      |        | 1       |
| 3      | Франція   |        |        | 1      | 1       |
| Всього | Всього    | 3      | 3      | 3      | 9       |